# Höpfigheim
Höpfigheim ist ein 1973 eingemeindeter Stadtteil von Steinheim an der Murr im Landkreis Ludwigsburg in Baden-Württemberg.

## Geschichte
Höpfigheim war seit dem 14. Jahrhundert im Besitz der Grafen von Württemberg, die es als Lehen weitergaben, erst an die Herren von Ebersberg, dann an die Ritter von Mönsheim, im 15. Jahrhundert kam Höpfigheim an die Ritter Speth und schließlich an die Jäger von Gärtringen, die auch die Burg im Ortszentrum in das heutige „Kleine Schloss“ umbauten. Dieses war ursprünglich eine Wasserburg (die einzige im Landkreis Ludwigsburg), bis der Wassergraben im 18. Jahrhundert zugeschüttet und die Zug- durch eine Steinbrücke ersetzt wurde. Die Eingemeindung nach Steinheim erfolgte am 1. Januar 1973.

## Wappen
Das ehemalige Gemeindewappen Höpfigheims zeigt in Blau unter einer liegenden goldenen Hirschstange ein mit dem Mundstück nach links gekehrtes goldenes Jagdhorn an goldener Fessel.

## Sehenswürdigkeiten
- Schlösschen und Torhaus (um 1600)
- Georgskirche, um 1490 als Chorturmkirche, besitzt Grabdenkmäler der Renaissancezeit

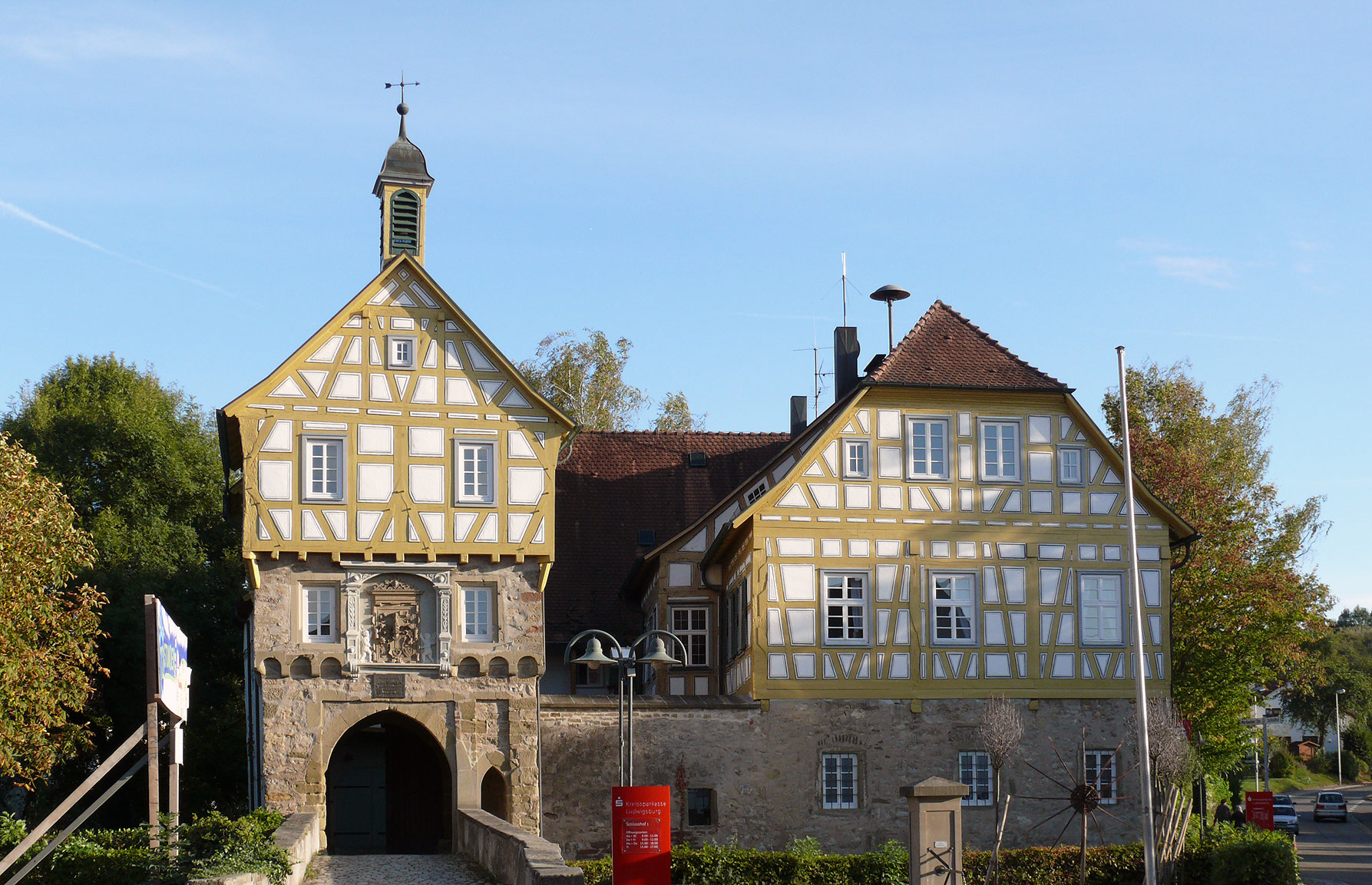
Hauptfassade des Schlösschens
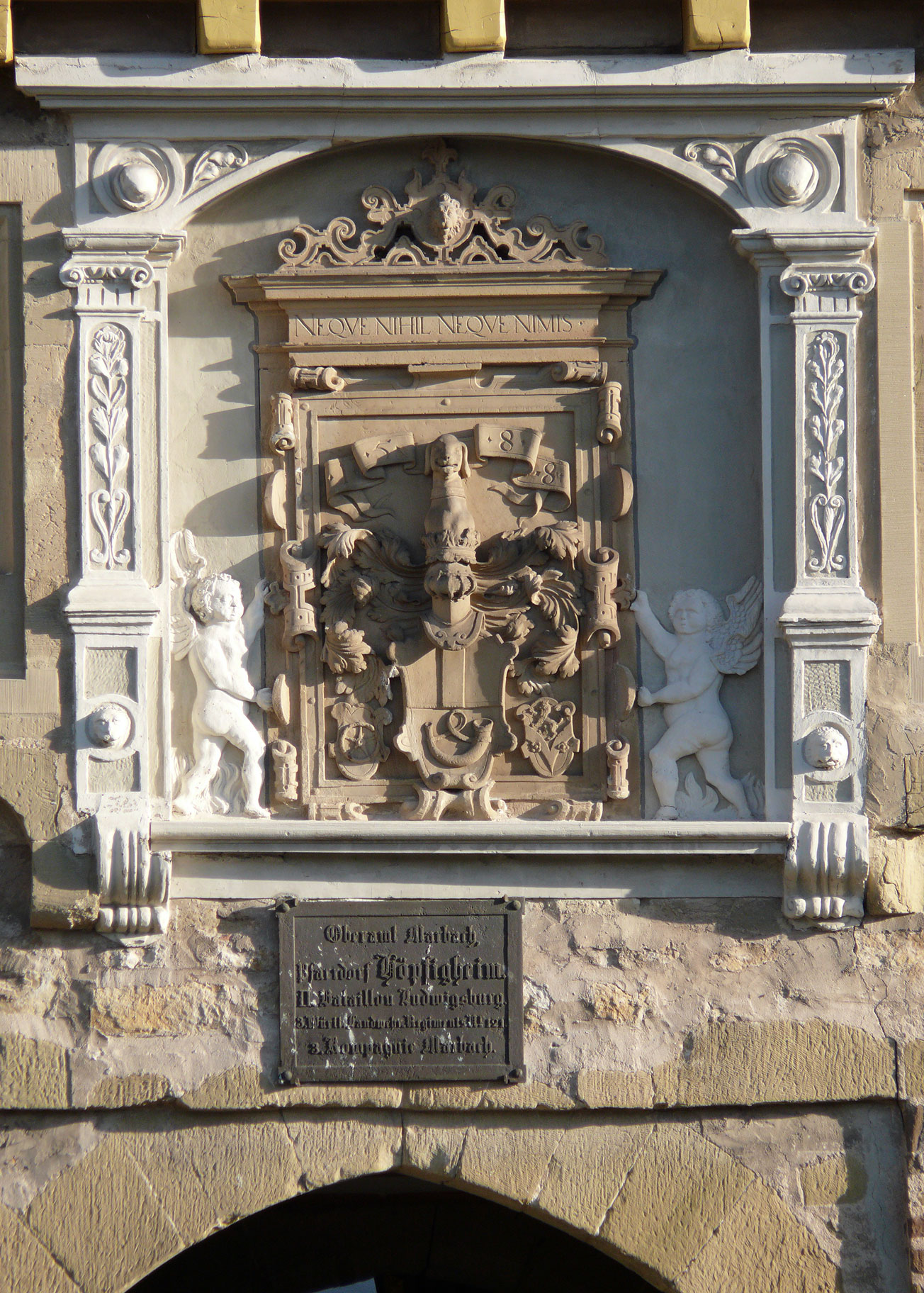
Wappen mit Wahlspruch Melchior Jägers über dem Tor
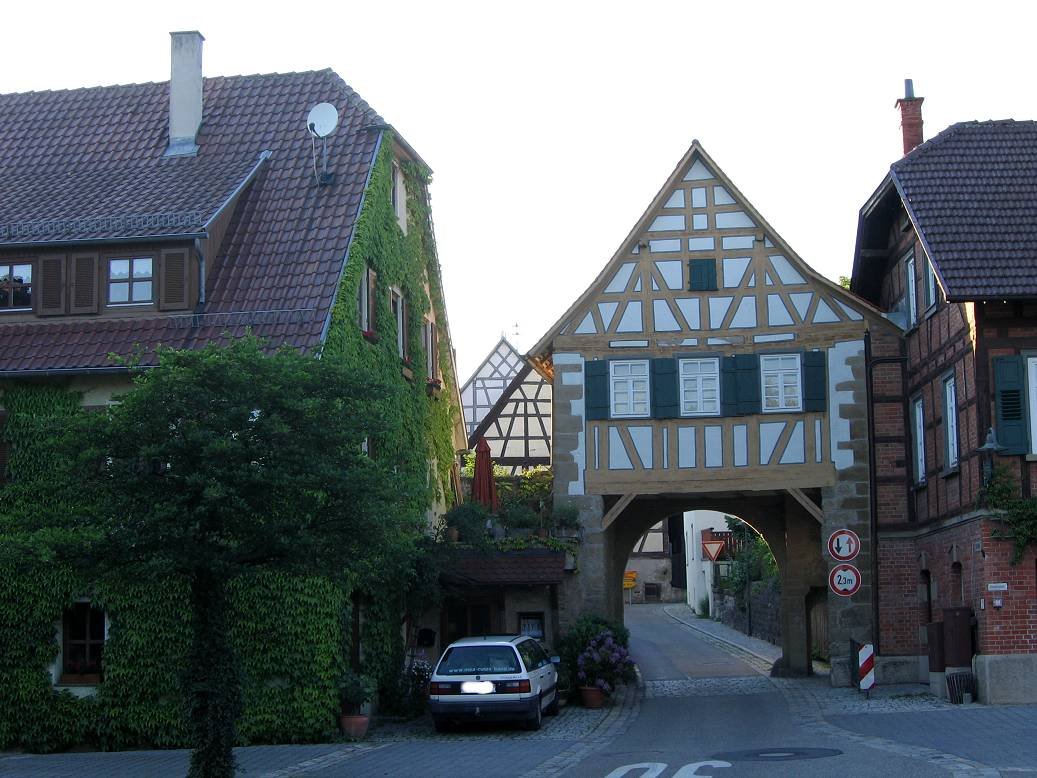
Torhaus zum Schlossplatz
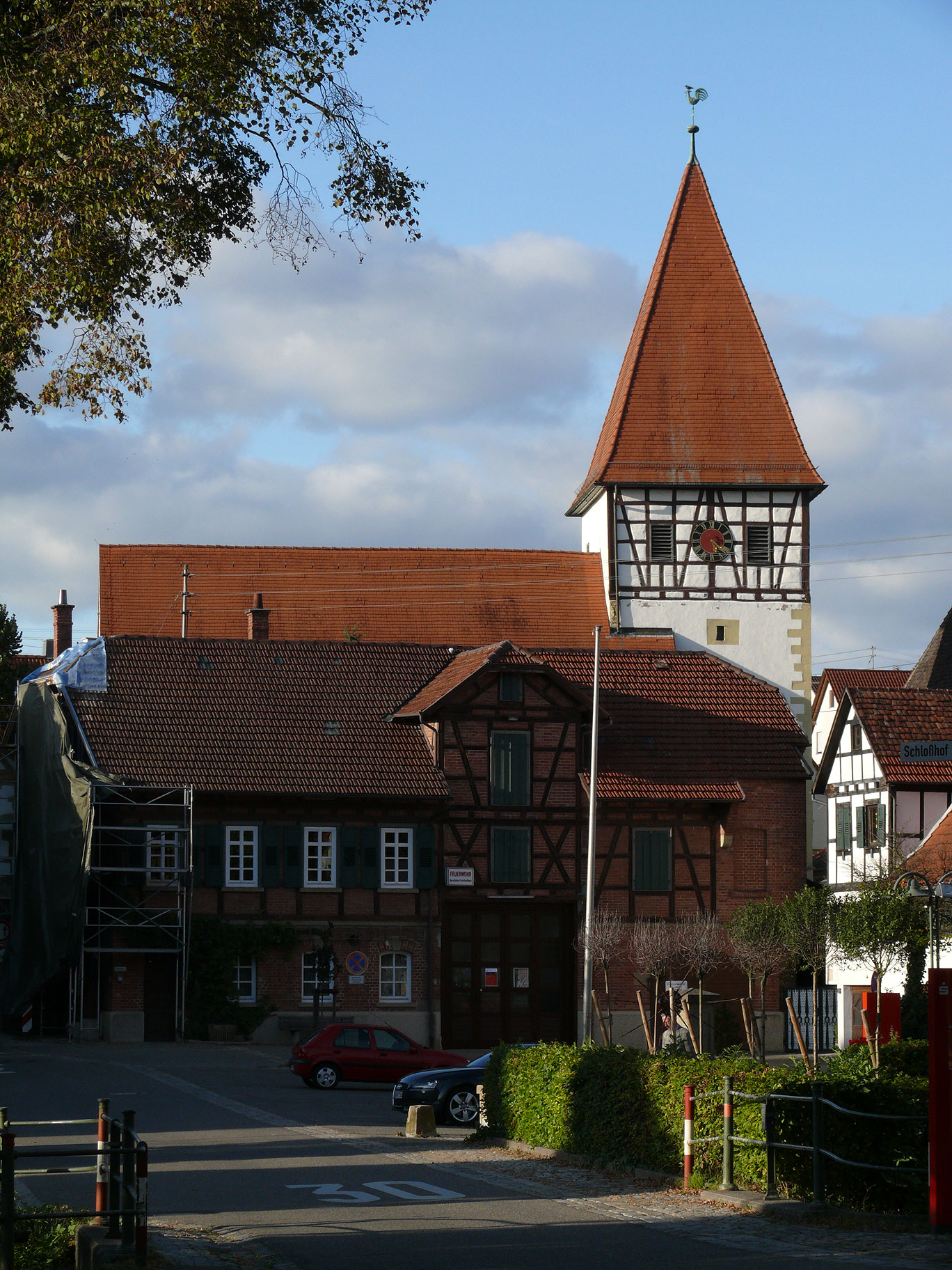
Georgskirche vom Schlossplatz